# Cerodontha vittigera
Cerodontha vittigera är en tvåvingeart som beskrevs av Malloch 1927. Cerodontha vittigera ingår i släktet Cerodontha och familjen minerarflugor. Inga underarter finns listade i Catalogue of Life.